# Ramsay MacMullen
Ramsay MacMullen, né à New York le 3 mars 1928 et mort le 27 novembre 2022 à New Haven, est un historien américain spécialisé dans l'histoire de l'Antiquité romaine, le christianisme primitif ainsi que les lettres classiques.
Professeur à l'Université Yale de 1967 jusqu'à sa retraite en 1993, il a enseigné comme Dunham Professor d'Histoire et d'Antiquité classique. Considéré comme l'un des meilleurs historiens de sa génération, ses recherches portent spécialement sur l'histoire sociale de Rome et les relations entre le paganisme et le christianisme.

## Biographie
Né à Manhattan 3 mars 1928, Ramsay MacMullen est diplômé de la Phillips Exeter Academy et diplômé summa cum laude de l'université Harvard.
À partir de 1967, il mène une carrière d'enseignant universitaire en histoire de l'Antiquité romaine et en lettres classiques au sein des universités de l'Oregon, Brandeis et finalement Yale dont il se retire en 1993.
Spécialiste de l'Antiquité romaine, de l'Antiquité tardive, du christianisme ancien, de la religion romaine ou encore de l'empereur Constantin, MacMullen est l'auteur d'une vingtaine d'ouvrages traduits en plusieurs langues et plus de quatre-vingt essais, monographies et articles. Il a notamment développé la thèse selon laquelle la corruption généralisée de ses élites politiques et militaires a largement contribué au délitement de l'Empire romain.
Après sa retraite académique, il continue de produire de nombreuses et importantes publications restant, parmi ceux qui étudient le monde romain, il un auteur de référence.
Ramsay MacMullen meurt le 27 novembre 2022 à son domicile de New Haven.

## Distinctions
En 2001, lors de sa réunion annuelle, l'American Historical Association lui a rendu hommage en lui accordant le Award for Scholarly Distinction pour sa vie consacrée à la recherche et l'a désigné comme « le plus grand historien de l'Empire romain actuellement vivant ». En 1964, il reçoit  le prix Arthur Kingsley Porter-College Art Association, et en 2014, la prestigieuse médaille Yale DeVane.

## Œuvres principales
En langue française
- Les Rapports entre les classes sociales dans l'Empire romain (50 av. J.-C. – 284 ap. JC), Seuil, 1986.
- Le Paganisme dans l'Empire romain, PUF, 1987.
- Voter pour définir Dieu : trois siècles de conciles (253-553), Les Belles Lettres, 2008.
- Les Émotions dans l'histoire, ancienne et moderne, Les Belles Lettres.
- La Romanisation à l'époque d'Auguste, Les Belles Lettres, 2003.
- Christianisme et paganisme du IVe au VIIIe siècle, Les Belles Lettres, 1998.
- Le Déclin de Rome et la corruption du pouvoir, Les Belles Lettres.

En langue anglaise
- Roman Social Relations, 50 B.C. to A.D. 284 (1974)
- Paganism in the Roman Empire (1984)
- Christianizing the Roman Empire: AD 100-400 (1989)
- Soldier and Civilian in the Later Roman Empire (1963) Vie extra-militaire des légions.
- Enemies of the Roman Order: Treason, Unrest and Alienation in the Empire
- Corruption and the Decline of Rome.
- Christianity and Paganism in the Fourth to Eighth Centuries (1997)  (ISBN 0-3000-8077-8)
- Romanization in the Time of Augustus (2000)  (ISBN 0-300-08254-1)
- Voting About God in Early Church Councils  (2006) Analyse des conciles œcuméniques de 253 à 553.  (ISBN 0-300-11596-2)
- The Second Church: Popular Christianity A.D. 200-400 (2009)
- Constantine (1970)
- Feelings in History, Ancient and Modern
- Ancient History: Recent Work and New Directions with Kurt A. Raaflaub, Allen M. Ward, Stanley Mayer Burstein, Carol G. Thomas
- Changes in the Roman Empire: Essays in the Ordinary
- Roman Government's Response to Crisis, A.D. 235-337

## Source
- (en) Cet article est partiellement ou en totalité issu de l’article de Wikipédia en anglais intitulé « Ramsay MacMullen » (voir la liste des auteurs).